# Легањ
Легањ, помракуша, прилегуша, прилегало, полегуша, козодој, ноћна ласта или звонац (лат. Caprimulgus europaeus), врста је крепускуларне (активна у сумрак) и ноћне птице из фамилије легњева, која се гнезди широм Европе и умерене Азије. Латинско име рода се односи на стари мит о овој птици као ноћној животињи која сиса козе и изазива престанак продукције млека. Постоји шест подврста које имају клинасту дистрибуцију, која се огледа у смањењу величине тела и светлијој обојености перја идући ка истоку ареала распрострањења. Све популације су миграторне и зиму проводе у субсахарској Африци. Његово криптично (камуфлажно) обојено перје омогућава му одличну заштиту током дана, када је птица практично неприметна док лежи непомично на земљи или грани. Код мужјака у лету се могу видети беле флеке по крилима и репу.
Насељава сува, отворена станишта са проређеним стаблима и малим жбуновима, као што су вресишта, шумски прореди или тек посађена шума. Мужјак легња први долази на територију гнежђења и креће са карактеристичним оглашавањем, који неистренираном уху звучи као жаба. Он обилази територију и тера конкуренте карактеристичним звуком који прави ударајући крила о тело. Ударање крилима се може чути приликом спиралног лета удварања мужјака у присуству женке. Ова врста не гради гнездо, већ јаја (најчешће два) полаже директно на земљу. Инкубација траје 17—21 дан, а браон паперјасти младунци стасавају за 16—17 дана.
Легањ се храни широким спектром летећих инсеката које лови у лету. Лове помоћу чула вида, препознајући силуете инсеката у мраку. Има релативно велике очи са рефлективним слојем („светлеће очи”, који побољшава ноћни вид. Претпоставља се да се не ослања на чуло слуха у проналаску инсеката и не користи ехолокацију. Пије воду и купа се у лету. Иако одређене врсте паразитирају на њему и ловина је неким грабљивицама, највећа претња по легња су губитак станишта, узнемиравање и смањење броја инсеката због употребе пестицида. Без обзира на опадајући популациони тренд, велика бројност и широк ареал распрострањења су главни разлог због кога је Интернационална Унија за Заштиту Природе дала статус најмање угрожен овој врсти.

## Таксономија
Легњеви (лат. Caprimulgidae) представљају велику фамилију птица, углавном активних ноћу и хране се искључиво инсектима. Највећи и најраширенији род је Caprimulgus, који има карактеристичне „длаке” око уста, дугачка зашиљена крила, чешљолике канџе на средњим прстима стопала и криптично обојено перје. Мужјак, а понекад и женка, има беле флеке по перима крила и репа. У оквиру рода, легањ формира суперврсту са црвеновратим и тамним легњем, афричким врстама са сличним оглашавањем. Замењен је на истоку индијским легњем који насељава слична станишта.
Легња је први описао Лине у његовом 10. издању Systema naturae из 1758. године под истим називом који и сада носи. Име рода Caprimulgus долази од латинске речи capra, „коза дадиња” и глагола mulgere, што значи „мусти”, а све то из мита да ова птица сиса млеко козама, док специјски део имена, europaeus, долази од географске одреднице распрострањења врсте „европски”.

### Подврсте
Постоји шест признатих подврста, мада су разлике углавном због клиналне дистрибуције морфолошких карактеристика, где су птице мање и светлије идући ка истоку ареала распрострањења, а мужјаци са већим белим мрљама на перима крила. Прелазни облици подврста се јављају на местима преклапања ареала распрострањења подврста.
| Подврсте | Подврсте         | Подврсте                                               | Подврсте                                                                                               |
| Подврсте | Легатор          | Ареал гнежђења                                         | Напомене                                                                                               |
| -------- | ---------------- | ------------------------------------------------------ | --- |
|          | Linnaeus, 1758   | Широм северне и централне Европе и севера средње Азије | Номинална подврста                                                                                     |
|          | Hartert, 1896    | Северозападна Африка и јужна Европа до Каспијског мора | Мањи, светлији и сивљи од номиналног, са већим белим туфнама на перима крила                           |
|          | Hartert, 1912    | Од Казахстана до Киргистана                            | Варијабилан због укрштања са осталим околним подврстама, али генерално светлији са већим белим туфнама |
|          | Hume, 1871       | Од Ирака и Ирана до Узбекистана                        | Хјумов легањ; светлији, сивљи, обичнији од номиналног и често има беле мрље по гуши                    |
|          | Przewalski, 1876 | Северозападна Кина и западна Монголија                 | Светлији, боје светлијег песка са великим белим туфнама на перима крила и репа                         |
|          | Stegmann, 1949   | Североисточна Монголија                                | Врло слабо позната светлија и сивља форма                                                              |

Има слабо фосилних налаза ове врсте, али је највероватније да су те слабо дефинисане подврсте настале са повећањем глобалне температуре пре око 10.000 година. Само један фосилни налаз врсте је датиран на касни еоцен.

## Опис
Легањ је 24,5–28 центиметара дугачка птица, са распоном крила у распону 52–59 центиметара. Мужјак тежи од 51 до 101 грама, док је женка 67–95 грама тешка. Одрасла јединка номиналне подврсте има сивкасто-браон покровно перје са тамним пругицама, са беж оковратником и белим „брковима”. Затворена крила су сива са браон тачкицама, док је доње перје сивкасто-бран, са браон испруганошћу и тачкицама беж боје. Кљун и ирис су црне боје, док су ноге и стопала браон боје.
Летење дугачким крилима је бешчујно због перја које је прекривено ситним „длачицама” (као код сова), које ублажавају сечење ваздуха и смањују трење, а самим тим легањ не прави никакав звук. Пол птице у лету се може препознати по белим флекама код мужјака које се јављају на трима примарним летним перима и на врховима спољашњих пера репа, док беле флеке одсуствују код женке. Птићи имају браон паперје и светлије браон перје, а поодрасли младунци су јако слични женкама. Одрасле птице се митаре од јуна па надаље по престанку гнежђења, а по потреби престају са митарењем у сеоби, док репна перја мењају тек када стигну до зимовалишта. Митарење је готово између јануара и марта. Једногодишње птице имају сличну стратегију замене перја као и одрасли, сем ако нису из касних полега, код којих се цео процес митарења дешава у Африци.
Друге врсте легњева се срећу на местима између гнездећег и зимовалишног ареала распрострањења легња. Црвеноврати легањ се гнезди на Пиринејском полуострву и северозападној Африци. Ово је већа, сивља и врста са дужим крилима од обичног легња, са већим беж обојеним оковратником и израженијим белим мрљама на перима крила и репа. Симпатрија са црвеновратим и тамним легњем је честа појава током зимских месеци. Обе врсте имају израженије оковратнике и истачканост на крилима. Тамни легањ је доста тамнији од свог европског сродника. Узимајући у обзир њихову ноћну активност, криптичну обојеност и тежину опажања, опажање легња је више „ствар среће неголи искуства и знања”.

### Оглашавање
Оглашавање легња се састоји од крештавих трилера, који могу трајати и до 10 минута са повременим променама брзине и висине звука. Најчешће се оглашава са гране, при чему се мужјак помера по својој територији и пева са већег броја места. Оглашава се чешће у сумрак и свитање неголи током ноћи, а смањење учесталости оглашавања се дешава током дана са лошим временом. Оглашавање се завршава дубоким клепетањем или ударањем крилима о тело, што можда указује на приближавање женке. Птице које мигрирају или су на зимовању се понекад оглашавају. Индивидуални мужјаци се могу идентификовати услед постојања разлике у фреквенцији оглашавања сваког мужјака. Чак и певајући мужјак се тешко може лоцирати, јер је јако тешко видети птице по мраку, а песма је трбухозборног квалитета како мужјак окреће главу. Песма се лако чује са 200 местара даљине, а може се под добрим временским уловима чути до 600 метара. Лако се може помешати са оглашавањем ровца.
Женка се не оглашава, мада у лету оба пола испуштају кратке куик, куик звуке, који се такође могу чути када су нападнути од стране предатора. Друга оглашавања су варијације оштрог чук када је узнемирен, шиштање када је адулт ухваћен или младунац узнемирен, али такође и уак, уак, уак, пригушено оак, оак и жамор који се може чути на гнезду. Велики млади имају претећи перформанс, тако што су им уста широко отворена са гласним шиштећим оглашавањем.

## Дистрибуција и станиште
Насељава читаву Европу без крајњег севера, односно између 65° и 35° северне географске ширине. Ареал гнежђења легња креће од севера Европе око 64° северне географске ширине, а у Азији од 60° географске ширине на истоку до Бајкалског језера и источне Монголије. Јужне границе ареала гнежђења су север Африке, Ирак, Иран до северозападних Химајала. Бивша је гнездарица Либана и Сирије.
Све популације су миграторне и већина птица зимује у Африци јужно од Сахаре, а постоје и подаци о зимовалишним птицама из Пакистана, Марока и Израела. Миграција се одвија најчешће у току ноћи, појединачно или у мањим групама до двадесет птица. Гнездеће птице Европе, Медитерана и северне Африке мигрирају преко Блиског истока и источне Африке. Неке азијске птице прелазе и до 100° северне источне ширине на својим путовањима. Већина птица зимује у источној или југоисточној Африци, мада су неке европске птице скоро откривене у Демократској Републици Конго. Претпоставља се да су већина зимовалишних птица у западној Африци припадници подврсте C. e. meridionalis. Главни део јесење миграције креће у августу и септембру, а на гнездилишта се враћају у мају. Недавни подаци о праћењу открили су да легањ има миграторну петљу из западне Европе у субекваторијалну Африку где мора прећи неколико еколошких баријера (Средоземно море, Сахара и централноафричка тропска кишна шума). Легањ користи сличне странице за заустављање и окрепљење као и друге европске миграторне врсте птица. Луталице се појављују у Ирској, Фарским острвима, Сејшелима, Азорским острвима, Мадеири и Канарским острвима.
Легањ је птица сувих, отворених станишта са појединачним стаблима и ниским жбуњем, као што су вресишта, гаженим травнатим површинама, пустарама, шумским проредима или крчевинама или тек посађеним шумама. За време гнежђења избегава места без шумског прекривача или густо сађене шуме, градове, планине и њиве, али се често храни изнад водених површина, култивисаних површина или башта. Током зиме се среће на широком спектру отворених станишта, од станишта под акацијом и степом, до пешчара и високопланинских делова. Постоји налаз са 2.800 надморске висине у сезони гнежђења и 5.000 метара надморске висине током зимовања.
У Србији је редовна гнездарица, односно селица, али свугде малобројна. Најчешћи је у Делиблатској и Суботичкој пешчари, где насељава следеће типове станишта: пешчаре и слатине, а у другим деловима Србије насељава и високопланинске голети, обрасле камењаре и камењаре до 900 м. Код нас се популација сматра стабилном.

## Понашање
Легањ је крепускуларна и ноћна птица. Током дана се одмара на земљи, на делимично засенченим површинама или седи непомично на штрчећој или ниској грани. Криптична обојеност чини га скоро невидљивим, па га је тешко уочити. Птице које су на земљи и не у сенци се знају окренути лицем ка сунцу и тиме смањују сенку коју прави њихово тело. Ако се осети угроженим, легањ прибија тело више земљи (спљоштава тело) и затвара очи, а одлеће само ако се опасност приближи на два до пет метара. Може се оглашавати или лупати крилима док одлеће и слеће на око 40 метара од места са кога је подигнут. На зимовалиштима се такође одмара на земљи или на гранама до 20 метара висине. Како на гнездилиштима, тако и на зимовалиштима, увек бира исто место за одмор на коме може остати и неколико недеља, а промениће га једино ако је његово одмаралиште откривено од стране предатора.
Попут других врста легњева, седи на путевима или стазама током ноћи или ће лебдети као начин патролирања територије од великих уљеза као што су јелени и човек. Може бити узнемираван од стране других птица током дана или слепих мишева и других врста легњева или шумске шљуке током ноћи. Сове и други предатори (лисице) оба партнера током гнежђења терају са територије. Као и друге птице летачице, као што су чиопе и ласте, и легањ се понекад бућне не би ли се окупао. Има јединствену рожну структуру на нокту средњег прста стопала које служи за дотеривање и вероватно отклањање паразита.
Током хладних или неповољних дана за лов, неколико врста легњева може успорити метаболизам и прећи неки облик летаргије, што је посебно изражено код америчког белогрлог легња који може бити у хибернацији пар недеља.

### Гнежђење
Гнежђење је обично од краја маја до августа, али може бити значајно раније у северозападној Африци или западном Пакистану. Мужјаци се враћају око две недеље пре женки и успостављају територије којима патролирају на крилима која се држе у В-облику и раширеног репа, терајући конкуренте оглашавањем и лупањем крилима о тело. Борбе мужјака се могу догађати у лету или на земљи. Мужјачки свадбени лет укључује сличан положај крила и репа са честим лупањем крила, пратећи женку у спиралном лету. Ако она пристане, он наставља са гргутањем и треперењем док женка не рашири крила и реп, што је знак да је спремна за копулацију. Парење се најчешће дешава на некој узвишеној грани неголи на земљи. На добрим стаништима може бити и до 20 парова на километар квадратни површине.
Легањ је моногамна врста. Не прави гнездо, већ два јаја полаже директно на земљи између растиња или дрвећа или коренова стабала, мада се могу наћи и испод жбунова. Гнездилиште може бити гола земља, опало лишће или четине четинара и употребљава се неколико година. У гнезду се најчешће налази једно или два овална јаја, ретко без шара, а најчешће са шарама браон и сиве боје. Средња величина јаја се креће око 32x22 милиметара и тешка су око 8,4 грама, од којих је 6% љуска.
Неколико врста легњева је познато по томе да јаја полажу две недеље пред пун месец, што је највероватније повезано са тиме да се инсекти лакше лове како се величина месеца и светла повећава. Студија која је посебно разматрала легња показала је да је фаза Месеца главни фактор за полагање јаја у јуну, али не и за раније гнездеће птице. То значи да се и каснији парови ослањају на Месец и његове фазе у гнежђењу.
Јаја се полажу у растојању од 36 до 48 сати, а инкубира их најчешће женка и почиње по првом положеном јајету. Мужјак може инкубирати јаја на кратке периоде, посебно око зоре или сумрака, али дању се најчешће одмара, понекад ван своје територије или близу других мужјака. Ако је жена узнемирена у току лежања на јајима, она трчи или маше крилима и тако глуми повреду док не одвуче пажњу уљеза од гнезда. Може и јаја преместити на кратку удаљеност својим кљуном. Инкубација траје 17—21 дан. Прекоцијални пилићи су мобилни када се излегну, али родитељи леже на њима да би их загрејали. Одрастају (добијају адулта пера) за 16–17 дана и постају независни од родитеља 32 дана након излегања. Друго легло могу подићи само парови са ранијим почетком гнежђења, а у том случају женка напушта прве младунце неколико дана пре него што добију летна пера, где се мужјак стара о тим младунцима и асистира око другог легла. Оба родитеља хране младе куглицама инсеката који се или убацују у уста младунаца или их они ваде из отвореног кљуна родитеља.
Полези који пропадају то чине током инкубације. Једна енглеска студија показала је да је само 14,5% јаја преживело излегање, али када је та фаза постигнута, шансе за даљи успех су биле високе. Легањ креће са гнежђењем када је стар годину дана и обично живи четири године. Годишња стопа преживљавања одраслих је 70%, а за младе птице иста није позната. Максимална позната старост у природи је више 12 година.

### Исхрана
Легањ се храни широким спектром летећих инсеката, укључујући мољце, тврдокрилце, богомољке, вилине коњице, бубашвабе и мушице, док купе и свице конзумира са вегетације. Користи песак да би помогао варење свог плена, али и било ког другог биљног материјала и нелетећих бескичмењака који су конзумирани нехотично приликом лова. За младе птице је познато је да једу свој фецес.
Легањ лови преко отворених станишта и шумских крчевина и ивица и привлаче га инсекти који се концентришу око вештачких светала, у близини фарми животиња или преко стајаћих језера. Обично се храни ноћу, али повремено излази дању. Ноћу трага за инсектима лаким завојитим летом или лови мушице са места на коме седи. Ретко узима плен са земље. Воду пије бацањем на површину воде док лети. Легањ одлази у просеку 3,1 km од места гнежђења у потрази за храном. Migrating birds live off their fat reserves.
Легањ лови помоћу чула вида, препознајући силуете свог плена на ноћном небу. Он има тенденцију да хвата плен са места на коме седи или непрекидно да лети у мрачним ноћима када се плен теже види. Фреквенција лова се смањује како мрак постаје интензивнији. Иако има мали кљун, уста се могу отворити врло широко током лова на инсекте. Има дугачке, осетљиве длачице око кљуна којима осећа или усмерава инсекте у уста. Несварени делови инсеката, попут хитинског егзоскелета се сакупљају у стомаку и избацују у облику гвалица (избљувак).
Легањ има релативно крупне очи са tapetum lucidum-ом (рефлективни слој испод ретине ока) која светле под директним осветљењем и помажу у виђењу током мрачних ноћи. Ретина ноћних птица, попут легња, адаптирана је на виђење под врло ниском светлосним условима и имају већи број штапићастих ћелија и много мање чепићастих ћелија у поређењу са ретином дневних птица. Ова адаптација фаворизује добар ноћни вид на рачун препознавања боја. Код многих дневних птица, светлост пролази кроз обојене уљане капи у чепићастим ћелијама што побољшава препознавање боја. Код легња, који има мали број чепића са мало или без уљаних капи, препознавање боја је готово немогуће. Очи код легња су сличне по грађи са очима сова. Иако има одлично чуло слуха, легањ се не ослања на ово чуло у проналажењу инсеката и нема ехолокаторне способности.

## Предатори и паразити
Јаја и младунци птица које се гнезде на земљи су лак плен лисици и куни златици, јежу, ласици и псу, мада и птицама, укључујући све представнике породице врана и сове. Змије, попут шарке, могу уништавати гнезда легња. Адулти су ловина птицама грабљивицама попут јастреба, пољске еје, копца, мишара, сивог и гаравог сокола.
Паразити нађени на легњу укључују само једну врсту птичјих ваши нађене на крилима и пероједа који се појављују само на белим деловима перја. Птичја маларија је установљена код ове врсте. Леукоцитозон је крвни паразит са врстом који напада само легњеве и зове се L. caprimulgi је јако редак на легњу. Његов одсуство и чињеница да је то једини из његовог рода пронађен у легњу подржава мишљење да је прешао од блиских рођака који обично заражавају сове.

## Статус
Процене легња у Европи на 470.000 до више од 1 милион птица указују на укупну глобалну популацију од 2 до 6 милиона. Иако се чини да је дошло до пада броја, није довољно брзо да се промени статус у рањив. Огроман ареал распрострањења и величина популација значи да је ова врста класификована од стране Интернационалне Уније за Заштиту Природе као најмање угрожена.
Највећа популација је у Русији (до 500.000 парова), Шпанији (112.000 парова) и Белорусији (60.000 парова). У Србији је присутан скоро у целој држави. Процењена величина популације је од 3.600 до 5.100 гнездећих парова, са стабилним популационим трендом. У великој мери је дошло до опадања бројности, посебно у северозападној Европи. Губитак инсеката употребом пестицида, са удруженим узнемиравањем, убијањем птица на путевима и губитак станишта узроковали су овај пад бројности. Као птица која се гнезди на земљи, често су узнемиравани од стране домаћих паса, који уништавају гнезда или откривају положај другим врстама (вране) и другим предаторским сисарима. Успешност гнежђења легња је већа у срединама без човека, тамо где је присуство човека забрањено, а посебно тамо где је власницима паса забрањено да пуштају своје љубимце.
У Британији и другим земљама, комерцијално шумарство је створило ново станиште које има повећан број птица, али ово повећање броја ће вероватно бити привремено, јер се шумско земљиште развија и постаје неодговарајуће за легња.